# Tambo de Chungará
El Tambo de Chungará es un monumento histórico de carácter arqueológico localizado en el Parque nacional Lauca, ubicado en la comuna de Putre, Región de Arica y Parinacota, Chile.
Pertenece al conjunto de monumentos nacionales de Chile desde el año 1983 en virtud del Decreto supremo 83 del 19 de enero del mismo año; se encuentra en la categoría «Monumentos Históricos».

## Historia

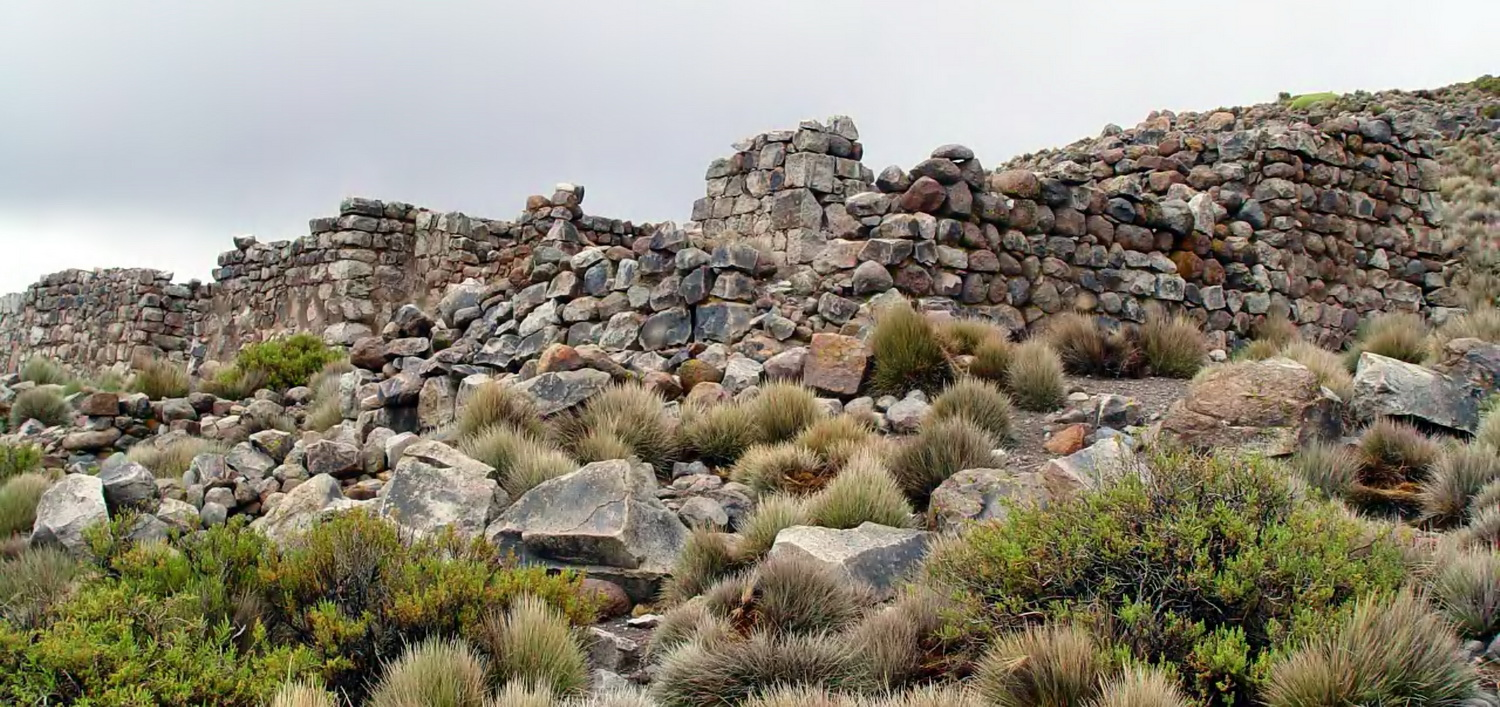
Vista del tambo Chungará.

El tambo —del quechua Tanpu— es una construcción inca ubicada en un sector próximo al lago Chungará, que probablemente fue un puesto de control, aunque también se ha señalado que fue un centro político ceremonial: edificios rectangulares con plaza y ushnu.
A través de datación por termoluminiscencia se ha determinado que se habría levantado alrededor de 1695 d. C., no obstante el Padre Reginaldo de Lizárraga (ca.1540-1612) en su libro de 1605 pág 77, ya hablaba de su paso por el tambo Chungará, el material que predomina en esta edificación es la piedra, elemento que era común en las estructuras de los Incas. El tambo de Chungará representa uno de los sitios arqueológicos más significativos del parque nacional Lauca —Reserva Mundial de la Biosfera por la UNESCO—, junto al Refugio Rocoso Las Cuevas y el Chacus Inca.